# Collines-du-Basque
Collines-du-Basque est un territoire non organisé situé dans la municipalité régionale de comté de La Côte-de-Gaspé, dans la région administrative de la Gaspésie–Îles-de-la-Madeleine, au Québec.

## Géographie
Il couvre une superficie de 824 km2 ou coulent les rivières Madeleine, de la Grande Vallée, à l'Eau Claire et Dartmouth .

## Histoire
Son nom a été officialisé le 13 mars 1986.

## Démographie
| 2001 | 2006 | 2011 | 2016 | 2021 |
| ---- | ---- | ---- | ---- | ---- |
| 0    | 0    | 0    | 0    | 0    |